# 부관진
부관진(중국어: 卜冠今, 병음: Bǔ Guānjīn, 한자음: 복관금, 1994년 5월 25일 ~ )은 중국의 배우이다.

## 출연작

### 드라마
- 2018년 텐센트 웹드라마 《홀이금하 : 그해 여름》 - 허뤄 역
- 2019년 아이치이 웹드라마 《추구》 - 안효희 역
- 2019년 아이치이 웹드라마 《호란전》 - 백령아 역
- 2020년 후난위성텔레비전 금응독파극장 《이십불혹》 - 장샤오궈 역
- 2021년 아이치이 웹드라마 《공자경성》 - 임지 역
- 2022년 후난위성텔레비전 금응독파극장 《이십불혹 2》 - 장샤오궈 역
- 2024년 텐센트 웹드라마 《갚아야 산다》 - 사전가 역
- 2024년 후난위성텔레비전 금응독파극장 《영일종람》- 위안위안 역